# Línea R3
La línea R3 del núcleo de Barcelona de Rodalies de Catalunya, discurre entre las estaciones de Hospitalet y Vic, aunque los horarios de esta línea también contemplan trenes regionales con destino Ripoll, Ribas de Freser, Puigcerdá (Gerona), y Latour-de-Carol (Pirineos Orientales, Francia). Los trenes que van más allá de Vic son de tipo regional cadenciado en convoyes de 1 y 2 composiciones de la serie 447, bastante incómodos debido a la larga duración del viaje (3h 20 min) desde Hospitalet de Llobregat (inicio R3) hasta Latour-de-Carol, Francia (final R3). 
Los trenes de esta línea pueden tener como estaciones término al norte Granollers-Canovellas, La Garriga o Vic si son servicios puramente de cercanías o Ripoll, Ribas de Freser, La Molina (en temporada invernal), Puigcerdá y Latour-de-Carol si son regionales cadenciados.
A partir de la estación de Moncada-Bifurcación, el recorrido se hace íntegramente en vía única por la línea Barcelona-Puigcerdá-Latour-de-Carol, lo que condiciona las frecuencias de paso, a pesar de la ausencia de otro tipo de circulaciones en la línea y de la alta demanda. Debido a ello, Adif está haciendo actuaciones previas para dotar al tramo entre Parets y La Garriga de doble vía, permitiendo mejorar la frecuencia y la fiabilidad de dicho tramo. El tramo entre Moncada-Bifurcación y Parets seguiría en vía única debido a la falta de espacio para una segunda vía.
Por el otro extremo está proyectada su prolongación hasta Villanueva y Geltrú a través de un túnel entre Cornellá y Castelldefels, donde enlazaría con la línea del Corredor Mediterráneo. Esta línea, además de Vich, contaría con la Estación de Francia como punto de partida.

De Hospitalet a Vich es un servicio de cercanías, y a partir de Vich hasta Latour de Carol-Enveitg es un servicio regional cadenciado.

## Líneas y estaciones
Esta línea transcurre por las siguientes líneas de ferrocarril:
- Línea Barcelona-Martorell-Vilafranca-Tarragona, en el tramo entre Hospitalet y Barcelona Sants.
- Túnel de Roma - Plaza de Cataluña (Sants - Plaza Cataluña).
- Línea Barcelona-Lérida-Zaragoza, en el tramo desde Plaza de Cataluña - San Andrés Arenal (túnel de Meridiana) hasta la bifurcación pasado Moncada-Bifurcación.
- Línea Barcelona - San Juan de las Abadesas, en el tramo entre Moncada-Bifurcación y Ripoll.
- Línea Ripoll-Puigcerdà, toda la línea hasta Puigcerdá o Latour-de-Carol